# Sklop kuća Milićević u Zvečanju
Sklop kuća Milićević u selu Zvečanju, ul. sv. Mihovila 16, Grad Omiš, predstavlja zaštićeno kulturno dobro.

## Opis dobra
Sklop Milićević nalazi se u selu Zvečanje. Sklop se sastoji od tri katnice od kojih su dvije istočne spojene. Okomito na njih postavljena je dimna kužina koja ih povezuje s kućom na zapadu, s kojom dijele zajedničko dvorište. Ulaz u zapadnu kuću je na vanjskom zidu, dok istočna ima ulaz iz dvorišta, a na nju naslonjena kuća, sa sjevera. Dvostrešna krovišta pokrivena su utorenim crijepom. Najistočnija kuća umjesto krova ima ravnu terasu i kamene konzole za gurle. Ulazi su uokvireni kamenim pragovima. Sklop Milićević ima veliku ambijentalnu vrijednost s dvorištem popločenim kamenim pločama i uklesanom 1867. godinom, podićem od turnja s kanalom koji se slijeva prema ulazu u konobu te velikoj murvi okruženoj kamenim klupama. Iznimnost je ovoga Sklopa i u tome što je on rodna kuća pjesnika Nikole Milićevića (1922. – 1999.).

## Zaštita
Pod oznakom Z-5901 zaveden je kao nepokretno kulturno dobro - pojedinačno, pravna statusa zaštićena kulturnog dobra, klasificirano kao "stambene građevine".